# Jean-Baptiste Loeillet
Jean-Baptiste Loeillet o John Loeillet (Gant, actual Bèlgica que en aquella època pertanyia a les Províncies Unides dels Habsburg, 18 de novembre de 1680 - Londres, Regne de la Gran Bretanya, 19 de juliol de 1728) fou un músic intèrpret de la flauta travessera, clavicordi i oboè.
Tocava la flauta travessera amb rara habilitat, i també fou un pianista notable. Després d'haver passat cert temps a París, on feu imprimir diverses composicions per a flauta, es traslladà a Londres el 1705. Allí aconseguí molta fama com a director de concerts, i tant les lliçons que donà, com l'enorme venda de les seves composicions, li proporcionaren molts ingressos pecuniaris, ja que en morir deixà una la suma de 16.000 lliures esterlines. Les seves composicions estan escrites especialment per a flauta figurant-hi un gran nombre de sonates. També escrigué Twelve Suits of lessons for the Harpsichord.